# Linea del Rodano-Sempione

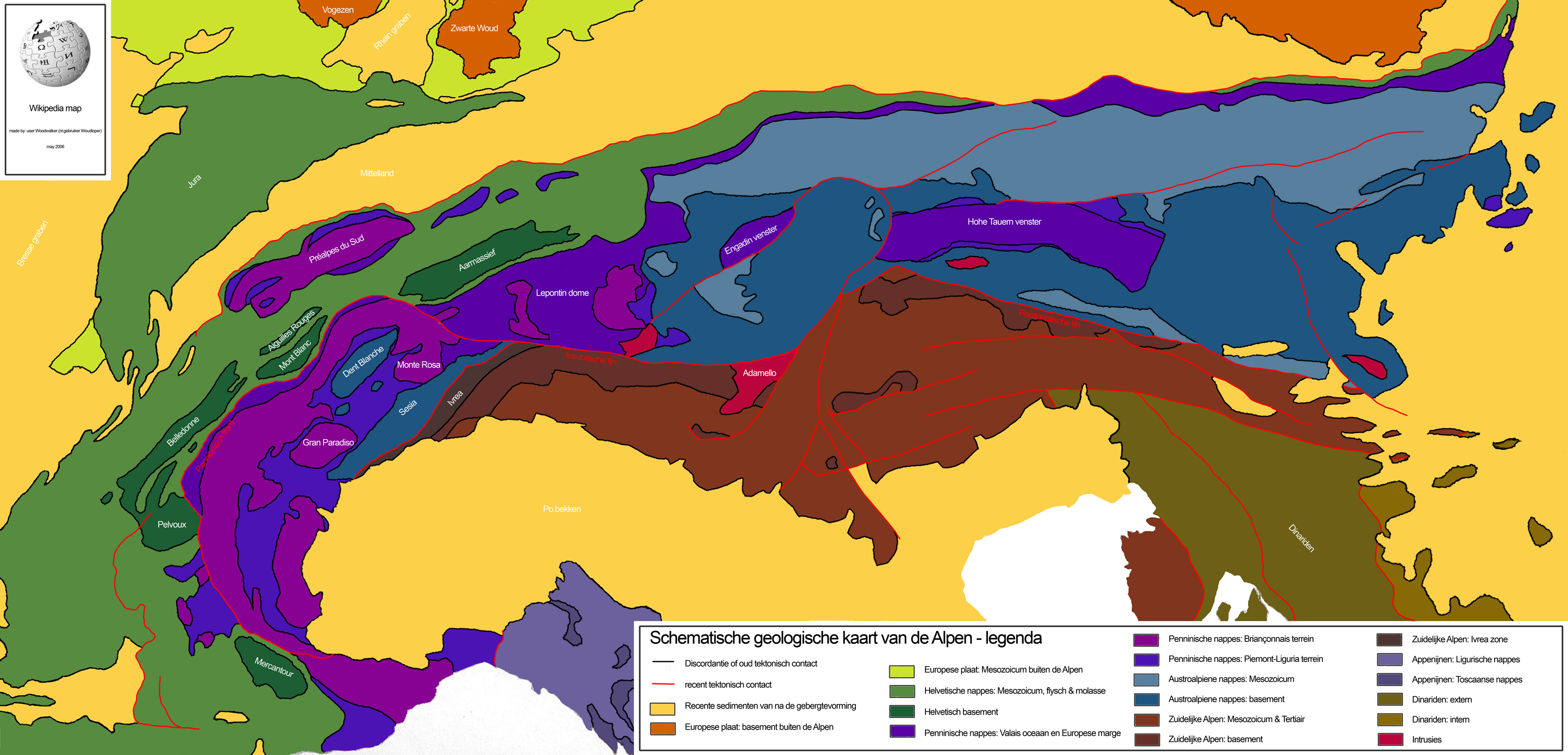
Carta strutturale semplificata delle Alpi.

La linea del Sempione-Rodano è un grande zona di faglia situata nelle Alpi Centrali a cavallo tra l'Italia e la Svizzera.
La linea parte dalla Val d'Ossola, prosegue per il Passo del Sempione e poi segue la valle del Rodano in direzione est-ovest; in prossimità di Sion si congiunge al fronte Pennidico. 
La linea è un'enorme faglia inversa destra a basso angolo, in cui il tetto è dato dal blocco di nord est detto Duomo Lepontino.
Si interpreta la linea come espressione del movimento a NNW della placca Apula rispetto alla placca Europea.

## Faglia del Rodano
La faglia del Rodano è una faglia a basso angolo orientata NW-SE che separa le Alpi Occidentali dalle Alpi Centrali. È una porzione della Linea Rodano-Sempione, che comprende gli spostamenti destri lungo la Valle del Rodano e prosegue nella sinclinale di Chamonix tra il Monte Bianco e le Aiguilles Rouges .
Geologicamente corrisponde ad una dislocazione verticale di 15 km tra le falde Pennidiche del Vallese meridionale e il duomo Lepontino, avvenuto durante il Miocene. .